# Pseudolyra bubalitica
Pseudolyra bubalitica är en fjärilsart som beskrevs av Willie Horace Thomas Tams 1929. Pseudolyra bubalitica ingår i släktet Pseudolyra och familjen ädelspinnare. Inga underarter finns listade i Catalogue of Life.